# Rocket (sång)
"Rocket" är en låt av det amerikanska rockbandet The Smashing Pumpkins, skriven av sångaren och gitarristen Billy Corgan. Låten utgavs 1994 som fjärde och sista singel från gruppens andra album, Siamese Dream. CD-utgåvan lanserades endast i Australien och är således numera en raritet. En 7"-vinylsingel släpptes även i samband med samlingsboxen Siamese Singles. Listframgångarna var emellertid begränsade och låten valdes inte heller med på samlingsalbumet Rotten Apples.

## Komposition

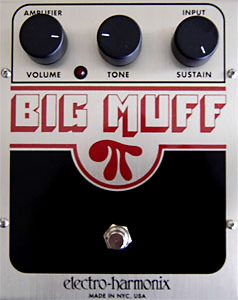
Under inspelningen av Siamese Dream använde sig Corgan mycket av fuzzpedalen Big Muff, vilket hörs tydligt i gitarrerna på "Rocket".

"Rocket" är en rocklåt på fyra minuter och sex sekunder, skriven av gruppens frontfigur Billy Corgan. Musikaliskt sett bygger den på en tungt fuzz-distad gitarrslinga som repeteras genom låten och skapar en wall of sound-effekt. Om låttexten har Corgan kommenterat: "Det finns en rad från låten 'Rocket', 'Bleed in your own light'. Jag vill fan blöda i mitt eget sken, inte i Kurt Cobains, inte i Perry Farrells. Det är så jag är."

## Musikvideo
Videon till låten regisserades av Jonathan Dayton och Valerie Faris, vars samarbete fortsatte på flera av The Smashing Pumpkins efterkommande videor. Den visar en grupp vetenskapsintresserade barn som ser på en interplanetarisk TV-sändning från The Smashing Pumpkins. De bygger en raket och flyger från planet till planet för att se bandet uppträda. De bygger själva ihop den tämligen avancerade raketen del för del och flyger sedan ut i yttre rymden. När de landar på planeten upptäcker de till sin förvåning att bandmedlemmarna har vuxit och blivit äldre sedan deras första sändning. 
På musikvideosamlingen Greatest Hits Video Collection från 2001 återfinns en annan klippning av videon med endast bandets framträdande.

## Lansering och mottagande
"Rocket" släpptes 1994 som den fjärde och sista singeln från albumet Siamese Dream. Singeln innehåller en cover på Depeche Modes "Never Let Me Down Again" som b-sida. Den spelades in vid BBC:s studior på begäran av basisten D'arcy Wretzky, som länge varit ett stort Depeche Mode-fan. The Smashing Pumpkins version återfinns även på tributalbumet For the Masses samt på soundtracket till filmen Not Another Teen Movie.
Singeln tog sig upp till plats 28 på Billboard-listan Mainstream Rock och listnoterades i Nya Zeeland på plats 26.

## Låtlista
1. "Rocket" – 4:06
2. "Never Let Me Down Again" (Depeche Mode-cover) – 4:01

## Medverkande
- Billy Corgan – sång, gitarr
- James Iha – gitarr
- D'arcy Wretzky – bas
- Jimmy Chamberlin – trummor

## Listplaceringar
| Lista (1994)                    | Högsta position |
| ------------------------------- | --------------- |
| Nya Zeeland (RIANZ)             | 26              |
| USA Mainstream Rock (Billboard) | 28              |

## Utgivningar
| Land           | Datum     | Format     | Skivbolag | Övrigt           |
| -------------- | --------- | ---------- | --------- | ---------------- |
| Australien     | 1994      | CD         | Virgin    |                  |
| Storbritannien | Juli 1994 | Vinyl (7") | Hut       | 1500 ex. tryckta |